# Moderna fizika
Moderna fizika je zajednički naziv koji se koristi za fiziku 20. stoljeća. Pojam ”moderna” želi reći da ova fizika nije utemeljena samo na Newtonovoj mehanici. Da bi se neka grana fizike smatrala modernom treba sadržati dijelove iz kvantne fizike ili iz Einsteinove teorija relativnosti, ili iz oba ova dijela.
Moderna fizika se često bavi ekstremnim uvjetima u kojima pokušava opisati kako se stvari ponašaju na visokim brzinama (bliskim brzini svjetlosti) kao i na malim udaljenostima (reda nanometra). Grana fizike koja ne koristi ni jednu od ove dvije teorije (ili alternativno fizika koja ne obraća pozornost na kvantne efekte) se naziva klasična fizika.
Primjeri moderne fizike su atomska, molekularna i subatomska fizika.
Početkom moderne fizike smatra se 14. prosinca 1900., kada je Max Planck objavio svoju teoriju zračenja crnog tijela.